# Association nationaliste italienne
L'Association nationaliste italienne (en italien : Associazione Nazionalista Italiana) est un parti politique italien créé en 1910 et dissous en 1923. L'Association nationaliste italienne (ANI) est le premier mouvement politique nationaliste italien fondé en 1910, sous l'influence de nationalistes italiens tels qu'Enrico Corradini et Giovanni Papini. Lors de sa formation, l'ANI a soutenu le rapatriement en Italie des terres italiennes sous domination autrichienne et était disposée à soutenir la guerre avec l'Autriche-Hongrie. Le parti avait une aile paramilitaire appelée les Chemises bleues. La faction nationaliste autoritaire de l'ANI aurait une influence majeure sur le Parti national fasciste de Benito Mussolini, formé en 1921. En 1922, l'ANI participa à la Marche sur Rome, avec un rôle important, mais elle n'était pas complètement alignée avec partie. Néanmoins, l'ANI a fusionné avec le parti fasciste en octobre 1923.